# Pseudoleskea glaberrima
Pseudoleskea glaberrima là một loài Rêu trong họ Leskeaceae. Loài này được (Kindb.) P. Syd. miêu tả khoa học đầu tiên năm 1910.